# Frédéric van den Driessche

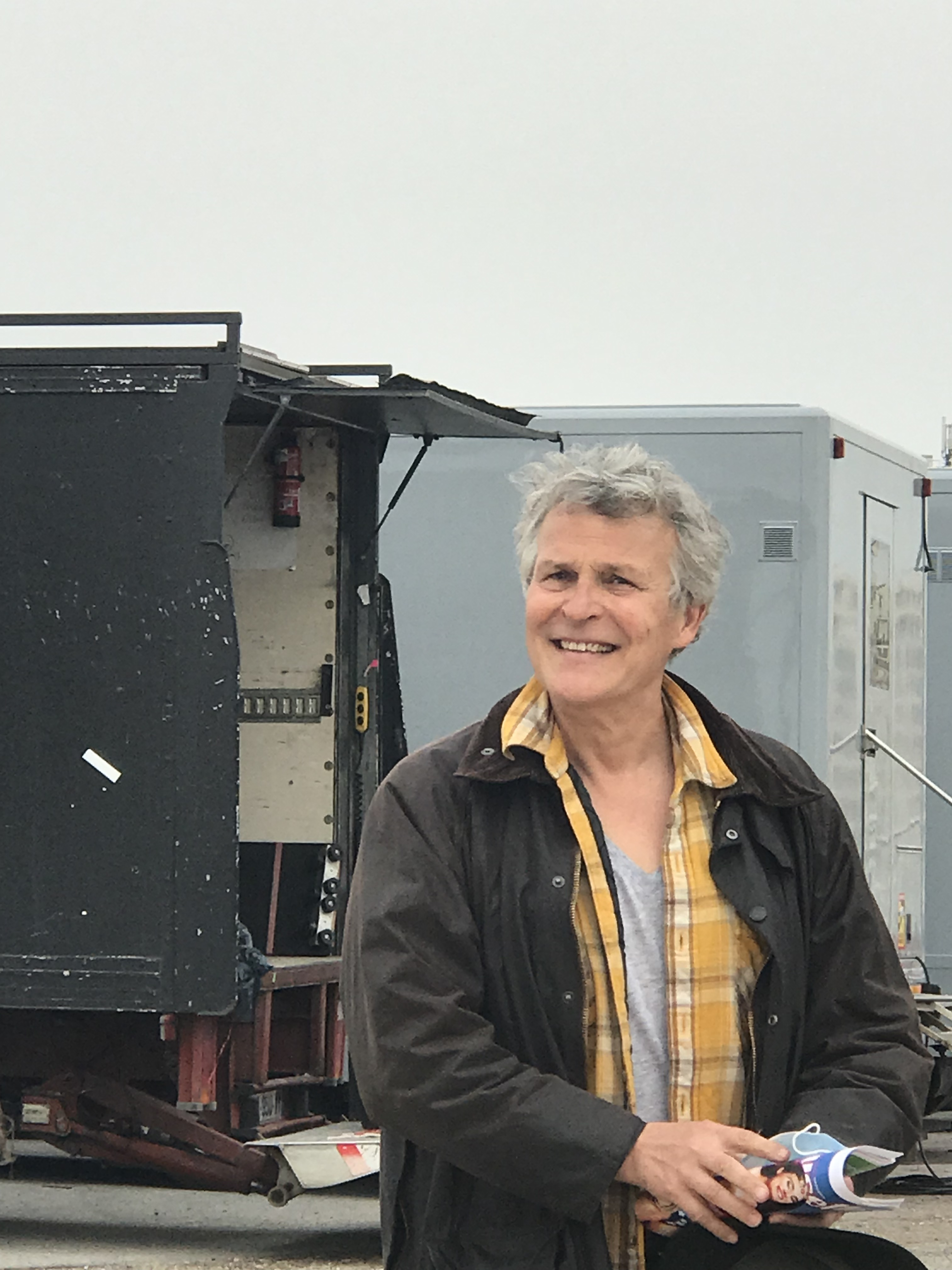
Frédéric van den Driessche (2021)

Frédéric van den Driessche (* 8. Dezember 1956) ist ein französischer Theater- und Filmschauspieler, Synchronsprecher und Drehbuchautor. Einem breiten nationalen Publikum wurde er durch die Verkörperung des Louis Page in der gleichnamigen Fernsehreihe bekannt.

## Leben
Van den Driessche ist seit den 1980er Schauspieler für Fernseh- und Filmproduktionen. Außerdem ist er ein gefragter Bühnendarsteller. 1992 verkörperte er im Spielfilm Wintermärchen die Rolle des Charles, der unter anderen auf den Internationalen Filmfestspielen Berlin 1992 gezeigt wurde. 1996 wurde er für den Theaterpreis Molière in der Kategorie Bester Nebendarsteller für seine Leistungen im Stück Un mari idéal nominiert, musste sich aber Jean-Paul Roussillon in dessen Darbietung im Stück Colombe geschlagen geben.
Von 1998 bis 2009 stellte er den Priester Père Louis Page in der Fernsehreihe Louis Page dar. Insgesamt erschienen 23 Filme. 2006 stellte er in dem viel beachteten Erotikfilm Teuflische Engel – Heimliche Spiele 2 von Skandal-Regisseur Jean-Claude Brisseau die männliche Hauptrolle des François dar. Der Film feierte am 20. Mai 2006 seine Premiere auf den Internationalen Filmfestspielen von Cannes. Seit 2018 verkörpert er die Rolle des Dr. Alain Alphand in der Fernsehserie Un si grand soleil.
Er ist auch im Synchronbereich aktiv und fungiert als Standardsprecher für Liam Neeson und übernahm häufiger die Synchronstimme von Vin Diesel und Javier Bardem.

## Filmografie
- 1980: Vie et mort d’Untel (Fernsehfilm)
- 1983: Maigret (Fernsehserie, Episode 1x58)
- 1988: Die Fälle des Monsieur Cabrol (Les cinq dernières minutes) (Fernsehserie, Episode 3x50)
- 1988: La belle Anglaise (Fernsehserie, Episode 1x05)
- 1990: L’Autrichienne
- 1990: Le roi de Patagonie (Mini-Serie, 4 Episoden)
- 1990: Baie des Anges connection (Fernsehfilm)
- 1991: Poison d’amour (Fernsehfilm)
- 1992: Wintermärchen (Conte d’hiver)
- 1992: Ein Affenzirkus (Le bal des casse-pieds)
- 1992: Ich gehöre zu Dir (Sandra, c’est la vie) (Fernsehfilm)
- 1992: Die Passion des Pastor Burg (La confession du pasteur Burg) (Fernsehfilm)
- 1993: Jour de colère (Fernsehfilm)
- 1993: Tödliche Dosis (Dose mortelle) (Fernsehfilm)
- 1993: Germinal
- 1994: Clementine und die kleinen Gauner (Cache Cash)
- 1995: Jefferson in Paris
- 1996: Maigret (Fernsehserie, Episode 5x03)
- 1996: Saint-Exupéry: La dernière mission (Fernsehfilm)
- 1997: Le mensonge (Fernsehfilm)
- 1998: Vertiges (Fernsehserie)
- 1998: Le poulpe
- 1998–2009: Louis Page (Fernsehserie, 23 Episoden)
- 1999: Le monde à l’envers (Fernsehfilm)
- 1999: Crimes en série (Fernsehserie, Episode 1x03)
- 1999: Revient le jour (Fernsehfilm)
- 1999: Chère Marianne (Fernsehserie, Episode 1x01)
- 1999: Un homme en colère (Fernsehserie, Episode 1x06)
- 2000: Les Cordier, juge et flic (Fernsehserie, Episode 9x02)
- 2001: Sophie Rousseau, la vie avant tout: Nature mortelle (Fernsehfilm)
- 2001: Une femme amoureuse (Fernsehfilm)
- 2001: Verte (Kurzfilm)
- 2003: Femmes de loi (Fernsehserie, Episode 3x04)
- 2003: Liebe auf Französisch (7 ans de mariage)
- 2003: Joséphine, ange gardien (Fernsehserie, Episode 7x03)
- 2004: Sissi, l’impératrice rebelle (Fernsehfilm)
- 2005: Jaurès, naissance d’un géant (Fernsehfilm)
- 2005: Lagardère (Fernsehserie, 2 Episoden)
- 2005: Galilée ou L’amour de Dieu (Fernsehfilm)
- 2005: Vive la vie
- 2005: Sky Fighters
- 2006: Teuflische Engel – Heimliche Spiele 2 (Les anges exterminateurs)
- 2006: Une juge sous influence (Fernsehfilm)
- 2006: Des fleurs pour Algernon (Fernsehfilm)
- 2006: La contessa di Castiglione (Fernsehfilm)
- 2007: Die Wahrheit kennt nur der Tod (L’affaire Christian Ranucci: Le combat d’une mère) (Fernsehfilm)
- 2007: Le clan Pasquier (Mini-Serie, Episode 1x02)
- 2008: La dame de Monsoreau (Fernsehfilm)
- 2008: Artemisia Sanchez (Mini-Serie, 4 Episoden)
- 2009: Action spéciale douanes (Fernsehserie, 6 Episoden)
- 2009: Claire Brunetti (Fernsehserie, Episode 1x01)
- 2009: Un petit mensonge (Fernsehfilm)
- 2010: Kali (Fernsehserie, 3 Episoden)
- 2010: Vidocq: Le Masque et la Plume (Fernsehfilm)
- 2010: Julie Lescaut (Fernsehserie, Episode 20x04)
- 2010: Enquêtes réservées (Fernsehserie, Episode 3x07)
- 2010–2011: Empreintes criminelles (Fernsehserie, 4 Episoden)
- 2011: Joséphine, ange gardien (Fernsehserie, Episode 12x13)
- 2011: L’été des Lip (Fernsehfilm)
- 2011: Marthe Richard (Fernsehfilm)
- 2011: Die Zeit der Stille (Le temps du silence) (Fernsehfilm)
- 2011: La vie en miettes (Fernsehfilm)
- 2012: Divorce et fiançailles (Fernsehfilm)
- 2012: La planète des cons (Fernsehfilm)
- 2013: Chez nous c’est trois!
- 2013: Une femme dans la Révolution (Mini-Serie, Episode 1x01)
- 2013: Coup de Sangria (Fernsehfilm)
- 2014: Passage du désir (Mini-Serie, Episode 1x02)
- 2014: Le juge est une femme (Fernsehserie, Episode 19x10)
- 2015: Le dernier Gaulois (Fernsehdokumentation)
- 2015: Stavisky, l’escroc du siècle (Fernsehfilm)
- 2015: Le vagabond de la Baie de Somme (Fernsehfilm)
- 2015: Envers et contre tous (Fernsehfilm)
- 2016: Capitaine Marleau (Fernsehserie, Episode 1x04)
- 2017: La soif de vivre (Fernsehfilm)
- 2017: Alex Hugo (Fernsehserie, Episode 3x03)
- seit 2018: Un si grand soleil (Fernsehserie)
- 2019: Les mystères du Bois Galant (Fernsehfilm)
- 2021: Mongeville (Fernsehserie, Episode 7x03)
- 2021: Cassandre (Fernsehserie, Episode 5x02)

## Synchronsprecher (Auswahl)
- 2002: Corto Maltese: La cour secrète des Arcanes (Zeichentrickfilm)
- 2003: Corto Maltese (Zeichentrickserie, 2 Episoden)
- 2003: Corto Maltese: La Ballade de la Mer Salée (Zeichentrickfilm)
- 2015: The Witcher 3: Wild Hunt (Videospiel)
- 2015: The Witcher 3 : Hearts of Stone (Videospiel)
- 2016: Dishonored 2: Das Vermächtnis der Maske (Videospiel)

## Theater (Auswahl)
- 1989: Un bon patriote? von John Osborne, Regie: Jean-Paul Lucet (Théâtre de l’Odéon)
- 1989: La Trilogie des Coûfontaine: Le Père humilié von Paul Claudel, Regie: Jean-Paul Lucet (Théâtre des Célestins)
- 1989: La Mort de Danton von Georg Büchner, Regie: Klaus Michael Grüber (Théâtre Nanterre-Amandiers)
- 1992: Femmes devant un paysage fluvial nach Heinrich Böll, Regie: Heinrich Böll (Théâtre Daniel Sorano de Toulouse)
- 1994: Les Estivants von Maxim Gorki, Regie: Lluis Pasqual (Odéon – Théâtre de l’Europe)
- 1994: La Nuit du crime nach Steve Pasteur, Regie: Robert Hossein (Théâtre de Paris)
- 1995: Un mari idéal von Oscar Wilde, Regie: Adrian Brine (Théâtre Antoine)
- 1997: Un mari idéal von Oscar Wilde, Regie: Adrian Brine (Théâtre des Célestins)
- 2001: Madame Sans Gêne von Victorien Sardou, Regie: Alain Sachs (Théâtre Antoine)
- 2007: La Jeune Fille et la mort von Ariel Dorfman, Regie: Didier Long
- 2012: Le Paratonnerre von Jean-Loup Horwitz, Regie: Jean-Loup Horwitz
- 2012: Le scoop von Marc Fayet, Regie: Marc Fayet
- 2013: Le Journal d’Anne Franck (Adaption: Éric-Emmanuel Schmitt), Regie: Steve Suissa (Théâtre Rive Gauche)
- 2013: J’ai couru comme dans un rêve, Regie: Igor Mendjisky (Théâtre Gérard-Philipe)
- 2013: Coup de sangria von Eric Chappell, Regie: Jean-Luc Moreau (Théâtre de la Michodière)
- 2015: Père et manque von Pascale Lécosse, Regie: Olivier Macé